# 山本邦義
山本 邦義（やまもと くによし）は、日本の実業家。株式会社高知放送相談役・元代表取締役会長・代表取締役社長。社団法人高知県放送中継施設整備協会理事長。

## 人物・経歴
1968年、上智大学文学部新聞学科卒業。株式会社高知新聞社にて報道本部長、編集局長、取締役、専務取締役等を歴任。その後、株式会社高知放送代表取締役社長に就任。2015年、同社代表取締役会長に就任。2017年、同社相談役に就任。また、社団法人高知県放送中継施設整備協会理事長等を歴任。